# Yangel Herrera
Yangel Clemente Herrera Ravelo (La Guaira, 1998. január 7. –) venezuelai válogatott labdarúgó, a Girona játékosa kölcsönben a Manchester City-től.

## Pályafutása

### Klub
2014-ben a Monagas csapatában kezdte profi pályafutását, majd 2016-ban az Atlético Venezuela együttesébe igazolt. 2017-es téli átigazolási időszak idején az angol Manchester City csapatába igazolt, de onnan pár nappal később a testvér csapat New York City-hez került kölcsönbe. Március 12-én debütált a bajnokságban a D.C. United elleni mérkőzésen a 76. percben váltotta Andrea Pirlot.

### Válogatott
2016 május és szeptember között a felnőtt válogatott kispadján 9 alkalommal kapott lehetőséget, valamint a 2016-os Copa Américán a válogatott tagja volt. Október 12-én a brazil labdarúgó-válogatott ellen bemutatkozott, a 84. percben Arles Flores cseréjeként.
A venezuelai U20-as labdarúgó-válogatott tagjaként részt vett a 2017-es Dél-amerikai U20-as labdarúgó-bajnokságon és a 2017-es U20-as labdarúgó-világbajnokságon. 2017. január 23-án Peru ellen a 2017-es dél-amerikai U20-as labdarúgó-bajnokságon a 88. percben kiegyenlített a döntetlennel záruló mérkőzésen. Február 3-án Ecuador ellen ismét eredményes volt a 29. percben, ez volt a mérkőzés első gólja. A tornán végül bronzérmesként távozott. Az U20-as labdarúgó-világbajnokságon továbbra is csapatkapitány maradt. Május 30-án Japán ellen a mindent eldöntő találatát fejelte a kapuba a 109. percben. A döntőben az angolok 1–0-ra megnyerték a találkozott.

## Statisztika

### Válogatottban
| Venezuela | Venezuela | Venezuela | Venezuela |
| Év        | Meccs     | Gól       |           |
| --------- | --------- | --------- | --------- |
| 2016      | 1         | 0         |           |
| 2017      | 5         | 1         |           |
| 2018      | 2         | 0         |           |
| 2019      | 10        | 1         |           |
| Összesen  | 18        | 2         |           |

## Sikerei, díjai

### Válogatott
- Venezuela U20
  - Dél-amerikai U20-as labdarúgó-bajnokság bronzérmes: 2017
  - U20-as labdarúgó-világbajnokság döntős: 2017

### Egyéni
- U20-as labdarúgó-világbajnokság – Bronzlabda: 2017